# Ruth Kearney
Pour les articles homonymes, voir Kearney.
Ruth Kearney Taptiklis , née le 11 novembre 1984 à Londres en Angleterre, est une actrice irlandaise.
Elle est connue pour ses rôles dans Nick Cutter et les Portes du temps, The Following, Tyrant et Flaked.

## Biographie

### Jeunesse et formation
Ruth Kearney naît à Londres en Angleterre, le 11 novembre 1984,, de parents irlandais. À l'âge de cinq ans, elle et sa famille déménagent à Dublin en Irlande. 
Elle étudie au Trinity College de Dublin. Elle a eu son diplôme avec les honneurs avant d'intégrer le Bristol Old Vic Theatre School, dont elle a été diplômée en 2009. Sa carrière commence au théâtre avec ses performances dans Man of Mode aux côtés de Antonia Thomas et Theo James.

### Carrière
Elle est aussi connue pour ses performances théâtrales dans On the Razzle, Three Sisters, Oh! What a lovely War! et Othello.
Ruth est connu pour son rôle principal Jess Parker dans la série Nick Cutter et les Portes du temps, Elle rejoint le casting en 2011 et apparaît dans les saisons 4 et 5. En 2014, elle a été la vedette de la série Tyran, jouant le rôle de Katharina. En 2015, Kearney a joué le rôle de Daisy Locke dans la troisième et dernière saison la série The Following.
Puis elle devient l'actrice principale sur Netflix de la série Flaked au côté de Will Arnett.

## Vie privée
En 2009, elle commence à fréquenter l'acteur britannique Theo James, qu'elle a rencontré durant ses études au Bristol Old Vic Theatre School. Ils se marient le 25 août 2018 à Londres.

## Filmographie

### Télévision

#### Séries télévisées
- 2010 : Nick Cutter et les Portes du temps: Webisodes : Jess Parker
- 2011 : Holby City : Jenny Proctor
- 2011 : Nick Cutter et les portes du temps : Jess Parker
- 2012 : Covert Affairs : Senator Gottfried's Wife
- 2014 : Tyrant : Katerina
- 2015 : Following : Daisy
- 2016-2017 : Flaked : London
- 2017 : Get Shorty : Becca Morgan
- 2019 : Bienvenue à Sanditon : Eliza Campion

#### Téléfilms
- 2009 : Booky's Crush : Party Woman
- 2009 : Gracie! : Miriam
- 2011 : Fast Freddie, the Widow and Me : Waitress
- 2013 : Tornado apocalypse : Angel